# Can (musikgrupp)
Can var ett experimentellt rockband som bildades i Köln av Holger Czukay, Irmin Schmidt, Michael Karoli, Jaki Liebezeit och Malcolm Mooney. Gruppen var aktiv åren 1968–1979 och har sedan återförenats under kortare perioder på 1980-talet och 1990-talet.
De kom till under den så kallade Krautrock-vågen, då ett flertal experimenterande tyska band, förutom Can också till exempel Kraftwerk och Faust, väckte internationell uppmärksamhet. 
Med en blandning av frijazz, världsmusik och rock, plus vokalisten Kenji "Damo" Suzukis (som anslöt 1970) varierande stämma på albumen Tago Mago (1971), Ege Bamyasi (1972) och Future Days (1973), har Can inspirerat flera generationer av musiker. Medlemmarna Jaki Liebezeit och Holger Czukay avled 2017.

## Bandmedlemmar
Ordinarie medlemmar
- Michael Karoli – gitarr, sång, violin (1968–1979, 1986, 1988, 1991, 1999; död 2001)
- Jaki Liebezeit – trummor, percussion (1968–1979, 1986, 1988, 1991, 1999; död 2017)
- Irmin Schmidt – keyboard, sång (1968–1979, 1986, 1988, 1991, 1999)
- Holger Czukay – basgitarr, ljudtekniker, elektronik, sång, valthorn (1968–1977, 1986, 1988; död 2017)
- David C. Johnson – träblåsinstrument, elektronik, ljudmix (1968)
- Malcolm Mooney – sång (1968–1970, 1986-1988, 1991)
- Damo Suzuki – sång (1970–1973)
- Rosko Gee – basgitarr, sång (1977–1979)
- Rebop Kwaku Baah – percussion, sång (1977–1979; död 1983)

Bidragande personer
- Manni Löhe – sång, percussion, flöjt (1968)
- Duncan Fallowell – text (1974)
- René Tinner – ljudtekniker (1973–1979, 1986, 1991)
- Olaf Kübler (från Amon Düül) – tenorsaxofon (1975)
- Tim Hardin – sång, gitarr (november 1975; död 1980)
- Thaiga Raj Raja Ratnam – sång (januari–mars 1976)
- Michael Cousins – sång (mars–april 1976)
- Peter Gilmour – text, ljudtekniker (1970-talet)
- Jono Podmore – ljudtekniker, basgitarr (1999, 2003, 2011–2012)

## Diskografi

### Studioalbum
- Monster Movie (1969)
- Tago Mago (1971)
- Ege Bamyasi (1972)
- Future Days (1973)
- Soon Over Babaluma (1974)
- Landed (1975)
- Flow Motion (1976)
- Saw Delight (1977)
- Out of Reach (1978)
- Can (1979)
- Rite Time (1989)

### Samlingsalbum (urval)
- Soundtracks (1970)
- Cannibalism (1978, material från 1969–1974)
- Delay 1968 (1981, inspelad 1968)